# دومینگچن
دومینگچن (به لهستانی:  Dominiczyn) یک روستا در لهستان است که در گمینا ستار بروس واقع شده‌است.